# Елізабет-Зофін-Ког
Елізабет-Зофін-Ког (нім. Elisabeth-Sophien-Koog) — громада в Німеччині, розташована в землі Шлезвіг-Гольштейн. Входить до складу району Північна Фризія. Складова частина об'єднання громад Нордзе-Трене.
Площа — 5,29 км2. Населення становить 50 ос. (станом на 31 грудня 2020).

## Галерея

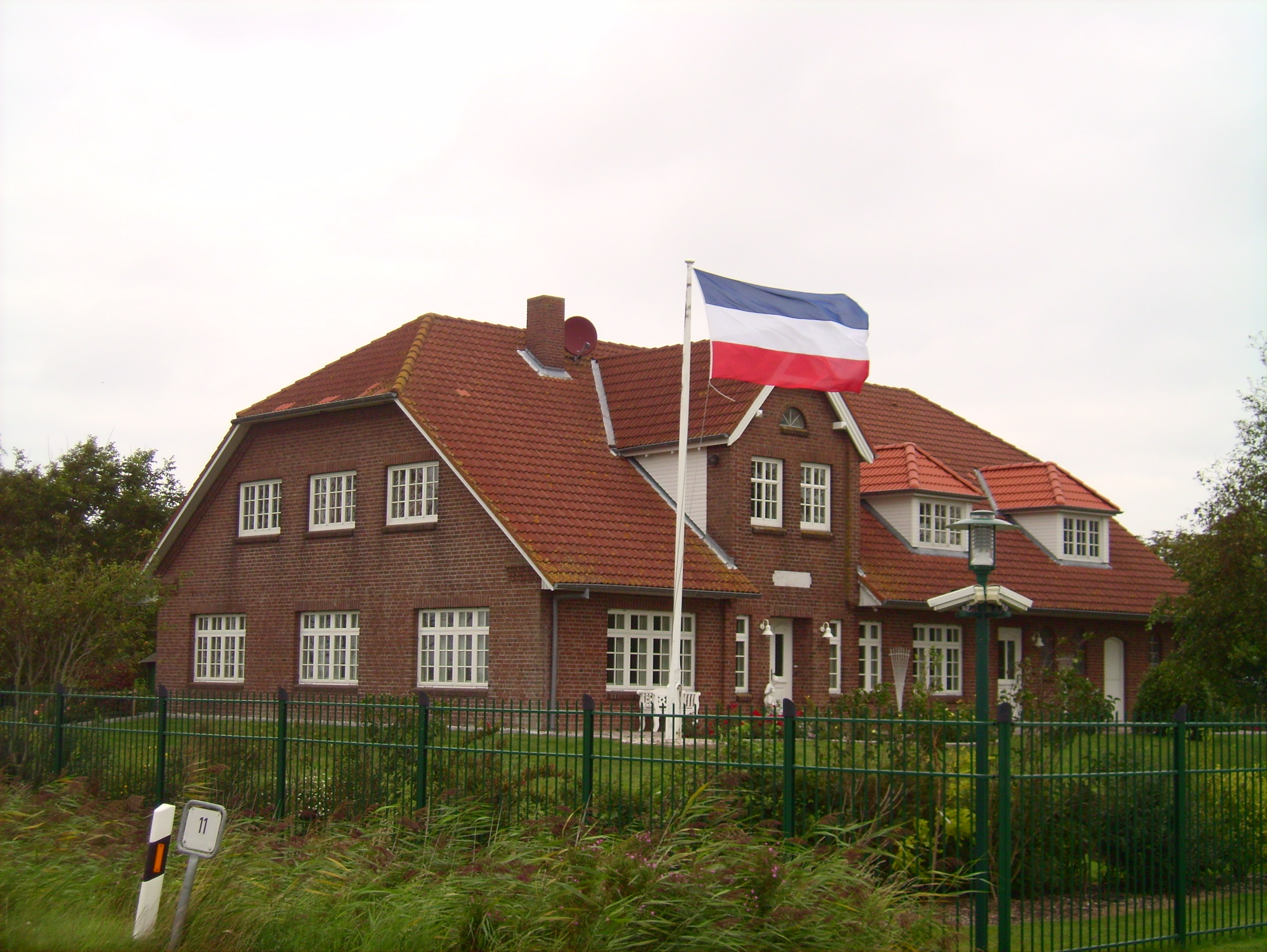